# رنسانس والا

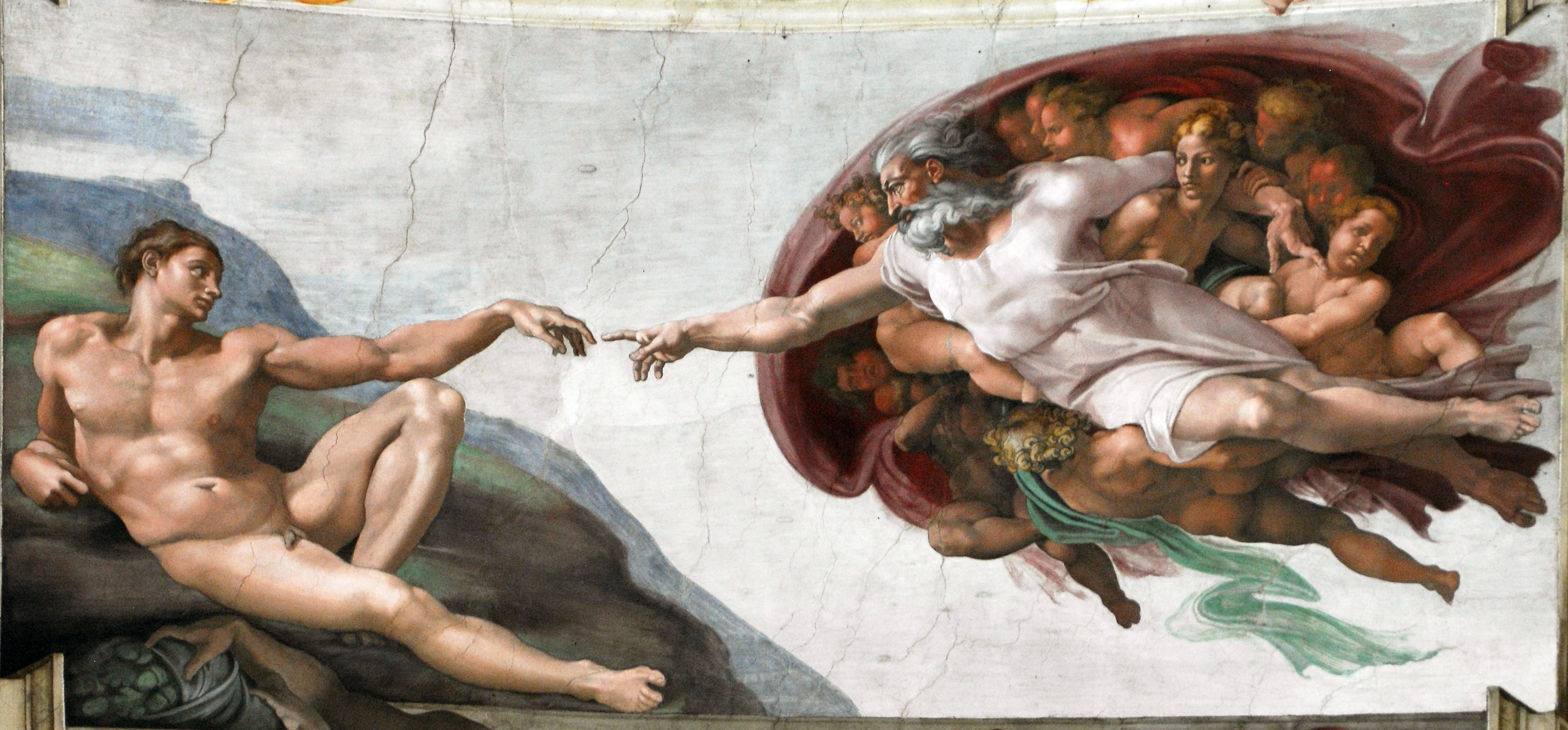
آفرینش آدم (۱۵۱۲_۱۵۰۸)، نگاره ای بر سقف پرستشگاه سیستین که توسط میکل‌آنژ نگاشته شده‌است. سفارش شده توسط پاپ یولیوس دوم.

رنسانس والا یا رنسانس متعالی (انگلیسی: High Renaissance) در تاریخ هنر، زمانه ای کوتاه از استثنایی‌ترین دوران آثار هنری در ایالات ایتالیا به ویژه رم، (پایتخت ایالات پاپی) و فلورانس در طول رنسانس ایتالیا بود. بسیاری از تاریخ نگاران هنری گمان می‌برند که رنسانس والا در حوالی ۱۴۹۵ یا ۱۵۰۰ آغازید و در ۱۵۲۰ با مرگ رافائل به پایان خود رسید، هر چند برخی می‌گویند در ۱۵۲۵ یا ۱۵۲۷ با حادثهٔ غارت رُم∗ توسط ارتش کارل پنجم امپراتور رم مقدس یا در ۱۵۳۰ به پایان رسید. از شناخته شده‌ترین صاحب نظران نگار گری (نقّاشی)، پیکرتراشی و معماریِ رنسانس والا می‌توان داوینچی، میکل‌آنژ (آنجلو)، رافائل و برامانته را نام برد. در سالیان گذشته، بهره‌گیری از این واژه به گونه ای پیاپی از سوی برخی تاریخ نگارانِ هنری آکادمیک مورد انتقاد قرار گرفت زیرا توسعه هنری را بیش از اندازه ساده گرفته، درون مایه تاریخی را نادیده، و تنها بر روی شماری اندک از فراورده‌های هنری نمادین تمرکز دارد.

## سرچشمهٔ واژه

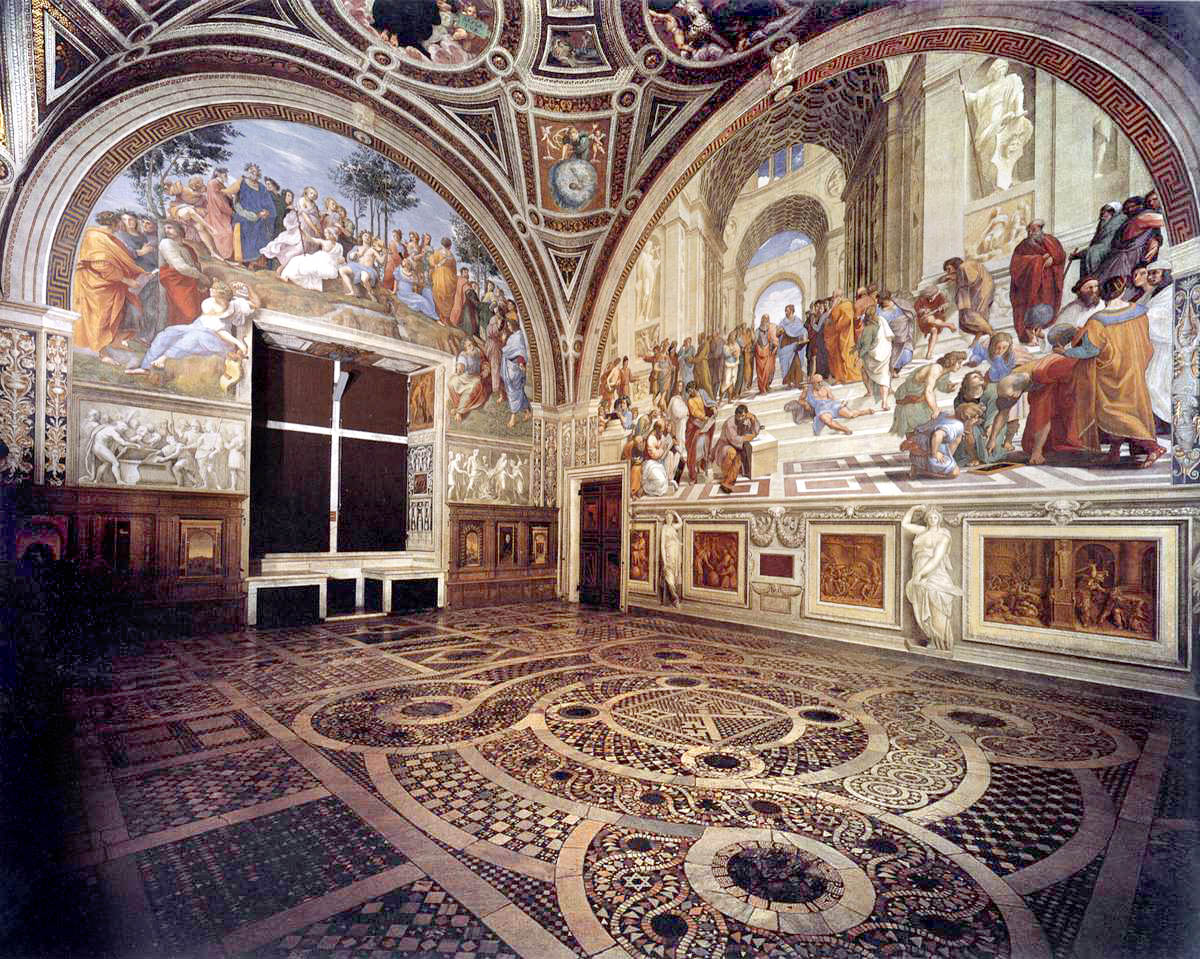
فرسکوهای رافائل در کاخ حواری (Apostolic palace) در واتیکان. سفارش شده توسط پاپ یولیوس دوم.

واژهٔ رنسانس والا نخستین بار توسط یاکوب بورکهارت با واژه آلمانی Hochrenaissance در ۱۸۵۵ مورد کاربرد قرار گرفت و سرچشمهٔ (ریشه) این واژه در "High Style" یا سبک والای نقّاشی و پیکرتراشیِ پیرامون آغاز سدهٔ ۱۶اُم است که توسط یوهان یواخیم وینکلمان در ۱۷۶۴ به کار رفت. با بسط معیارها و اصول کلی فرهنگ رنسانس، هنرهای دیداریِ رنسانس والا چنین شناسه‌هایی به خود گرفتند: تأکیدی نو بر سنت‌های کلاسیک، گسترش پشتیبانی [از هنر]، و تحلیل رفتن تدریجی فُرم‌های شکلی در سبکی که بعدها تکلف گرایی نامیده شد.

## دورهٔ زمانی
الکساندر رونخ در کتاب هنر رنسانس والا و تکلف گرایی در رم و ایتالیای مرکزی∗ چاپ 2007 ادعا نموده که رنسانس والا در ۱۴۹۰ آغازیده‌است؛ در حالی که مریلین اشتوکستات در تاریخ هنر چاپ ۲۰۰۸ آغاز آن را در دهه ۱۴۹۰ می‌داند. فردریک هارت می‌گوید که نگارهٔ (نقّاشی) شام آخر داوینچی _که در ۱۴۹۵ آغاز و در ۱۴۹۸ به پایان رسید_ گسستی از رنسانس اولیه بود وجهانی [نو] آفرید که در آن میکل آنژ و رافائل به کار پرداختند؛ از سویی، کریستوف لوئیتپلد فرامل در مقاله اش به سال ۲۰۱۲ با نام برامانته و ریشه‌های رنسانس والا بیان می‌دارد که شام آخر نخستین فراورده (اثر) هنری رنسانس والاست اما می‌افزاید که دورهٔ اوج رنسانس والا عملاً از ۱۵۰۵ تا ۱۵۱۳ بود.دیوید پریپر در تاریخ مفصل هنر چاپ ۱۹۹۱ می‌گوید که [نگارۀ] شام آخر [اثری] بود که [آغاز] رنسانس والا را اعلام داشت و از تأثیر گذارترین نگاره‌های رنسانس والاست؛ اما در عوض بیان می‌دارد که رنسانس والا تنها پس از ۱۵۰۰ آغاز شد. بورکهارت گفته که رنسانس والا در پایان سدهٔ ۱۵اُم آغازید در حالی که فرانتس کوگلا _کسی که نخستین متن زمینه یابی مدرن به نام کتابچهٔ تاریخ هنر چاپ ۱۸۴۱ را نگاشت_ و نیز هیو اونور (Hugh Honour) و جان فلمینگ در هنرهای دیداری: یک تاریخ چاپ ۲۰۰۹ همگی اظهار می‌دارند که رنسانس والا در بدو سدهٔ ۱۶اُم آغاز گردید. در کنار شام آخر داوینچی، از دیگر فراورده‌های هنریِ متعلق به دورهٔ زمانی ۱۵۰۰_۱۴۹۵ می‌توان به پیه تا ساختهٔ میکل آنژ اشاره نمود که در کلیسای سن پیترو در واتیکان جای دارد و در ۹۹_۱۴۹۸ ساخته شد.

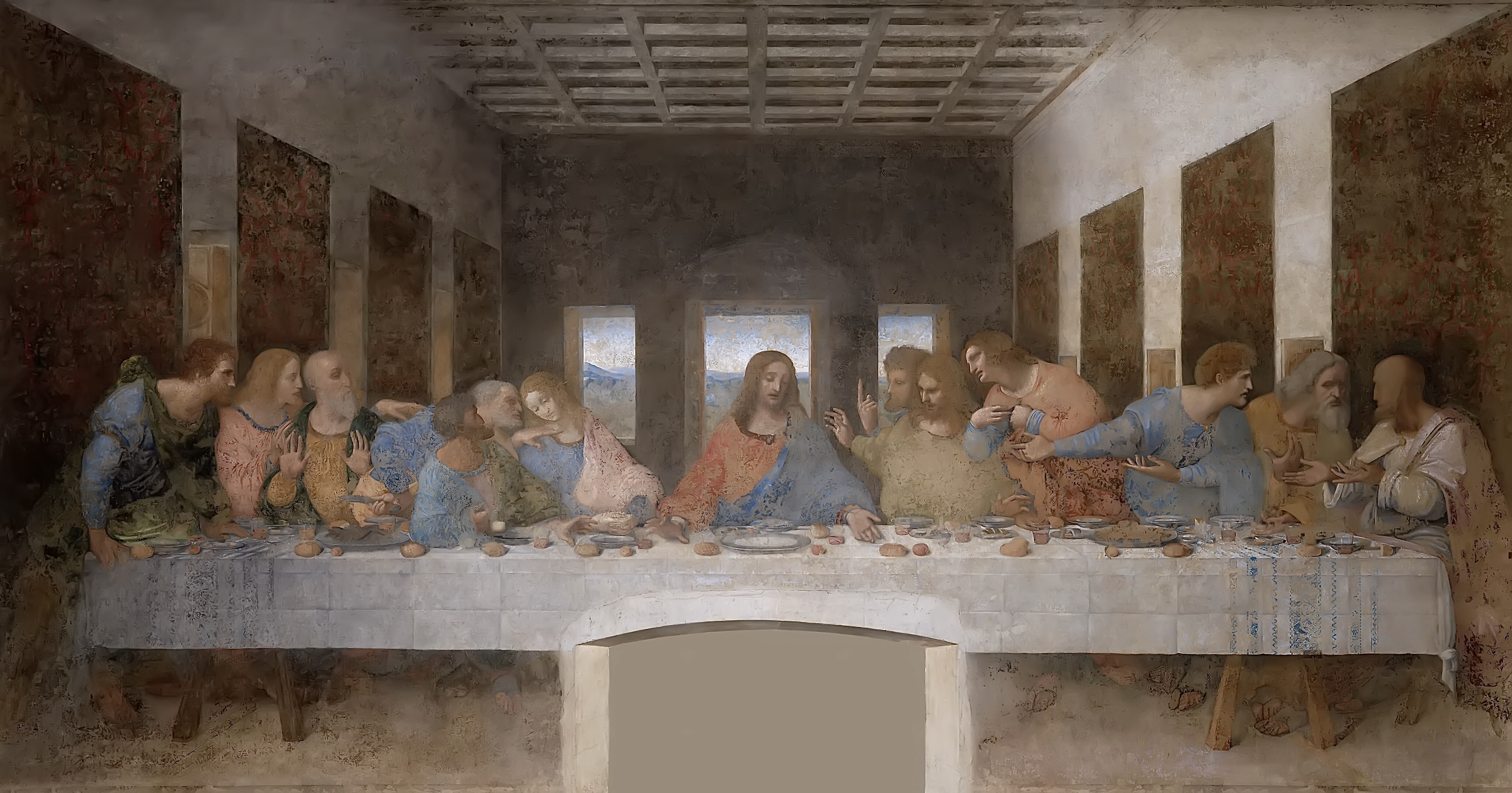
نگارهٔ شام آخر از داوینچی که برخی آن را آغازی بر رنسانس والا می‌دانند.

مانفرد وُندرام بر خلاف بیشتر تاریخ نگاران هنری، در اثر خود با نام شاهکارهای هنر غربی چاپ ۲۰۰۷ عملاً بیان می‌دارد که این نگارهٔ داوینچی به نام نیایش مغان در سال ۱۴۸۱ بود که خبر از طلوع رنسانس والا داد.
در مورد پایان رنسانس والا نیز هارت، فرامل، پیپر، وُندرام و وینکلمان همگی بیان می‌دارند که رنسانس والا در ۱۵۲۰ با مرگ رافائل پایان پذیرفت. اونور و فلمینگ اظهار داشته‌اند که رنسانس والا یک چهارم از سدهٔ ۱۶اُم را دربرگرفت که بدین معناست در ۱۵۲۵ به پایان خود رسید. در مقابل، لوئیجی لانتسی در تاریخ هنر ایتالیا چاپ ۹۶_۱۷۹۵ اظهار می‌دارد که رنسانس والا با پیشامد غارت رُم∗ در ۱۵۲۷ پایان یافت؛ زمانی که چندین هنرمند کشته و بسیاری دیگر از رُم بیرون شدند؛ مریلین اشتوکستات نیز با این گفته موافق است. الکساندر رونخ ادعا می‌کند که ۱۵۳۰ سال پایان رنسانس والاست. هارت می‌افزاید که ۱۵۲۰ تا ۱۵۳۰ دوران گذار از رنسانس والا به تکلف‌گرایی است.

## پیکر تراشی

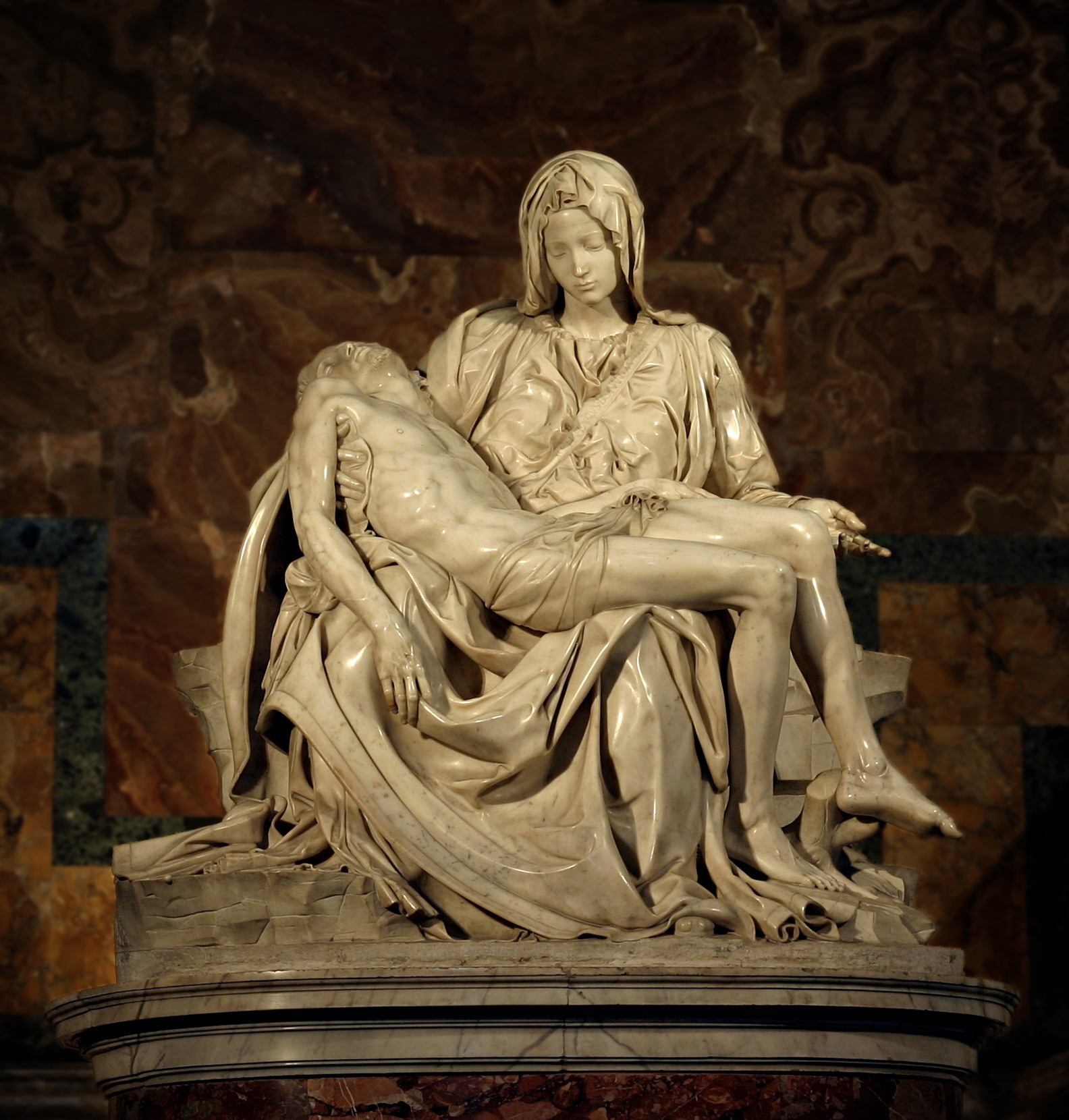
پیه تای میکل آنژ (آنجلو) آفریده شده در ۹۹_۱۴۹۸ از نخستین فراورده‌های هنری رنسانس والا در پیکرتراشی.

پیکر تراشی رنسانس والا، که در پیه تای میکل آنژ و داوودِ نمادین او تجسم یافته، باشناسهٔ توازن «آرمانی» بین جنبش و ایستایش (حرکت و سکون) شناخته می‌شود. سفارش‌های تندیس گری در دوران رنسانس والا از سوی عامهٔ مردم و دولت بود که سبب شد تندیس گری به مثابه هنری گران و پرخرج نگریسته شود. تندیس اغلب به عنوان آرایش یا تزئینی برای معماری به کار می‌رفت و در حیاط‌هایی که دیگران می‌توانستند کارهای هنری را پژوهش و ستایش کنند، جای داده می‌شد. اشخاص توانگر از جمله کاردینالها، حکمرانان، و بانکداران در کنار خانواده‌های ثروتمند از پشتیبانان شخصی این کارهای هنری بودند؛ برای نمونه پاپ یولیوس دوم خود بسیاری از هنرمندان را مورد حمایت قرار داد. در طول رنسانس والا توسعهٔ تندیس‌های کوچک از حامیان هنر نیز دیده شد و ساخت سردیسها و آرامگاه‌ها رونق یافتند. درون مایهٔ اساسی تندیس گری‌ها بیشتر مذهبی بودند.